# 酒井かづみ
酒井かづみ（さかい かづみ、1983年 - ）は、日本の陸上走り高跳び選手。2000年シドニーパラリンピック日本代表
。

## 経歴
1983年生まれ、群馬県前橋市苗ヶ島町出身。
1999年の春ごろに本格的に走り高跳びを始めた。2000年シドニーパラリンピックでは陸上女子走り高跳びF20で銀メダルを獲得した。2001年に高知県にて開催された第2回障害者スポーツ大会「よさこいピック」で走り高跳びと100メートル走の知的障害者部門で優勝。2004年7月26日から8月2日まで開催された国際知的障害者スポーツ連盟（INAS-FID）グローバル大会に出場し、走り高跳び、400メートルリレーの分野で銅メダルを獲得した。

## 主な戦績
- 2000年シドニーパラリンピック　陸上女子走高跳びF20　銀メダル[4]
- 2001年第2回障害者スポーツ大会「よさこいピック」走り高跳び　優勝[2]
- 2002年フェスピック釜山大会　女子陸上100メートル　金メダル、女子陸上200メートル　金メダル、 女子陸上走り幅跳び　銀メダル[5]
- 2004年（INAS-FIDグローバル大会)　走り高跳び　銅メダル、400メートル　銅メダル[3]